# Ermida de Nossa Senhora da Madre de Deus

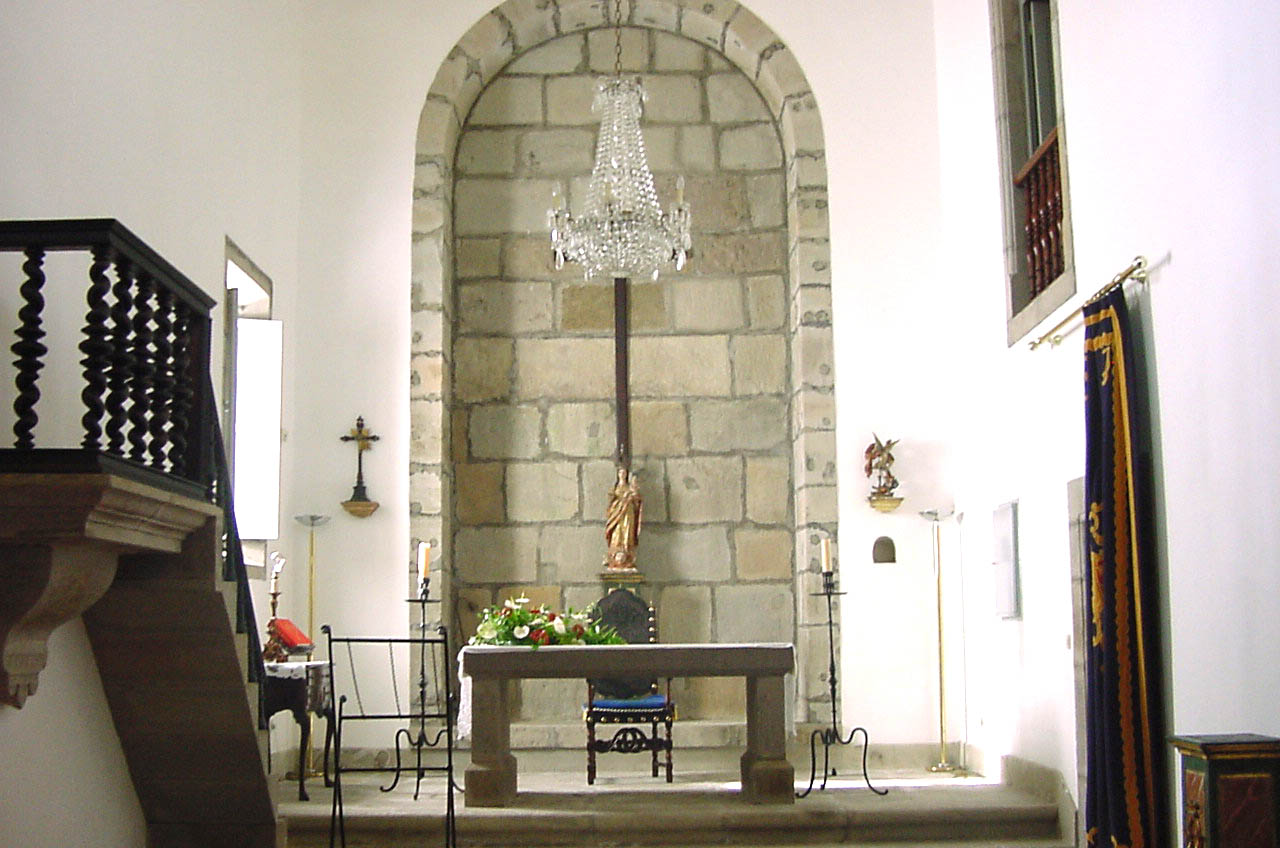
Capela-mor, após restauro e ainda incompleta

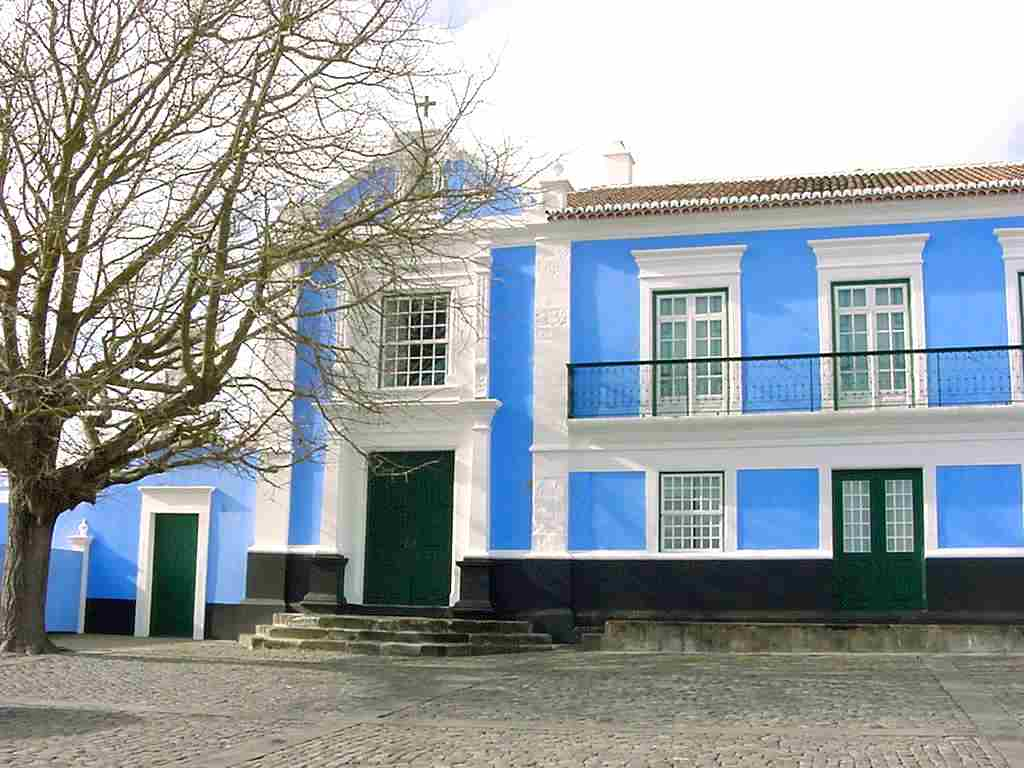
Ermida de Nossa Senhora da Madre de Deus, enquadramento

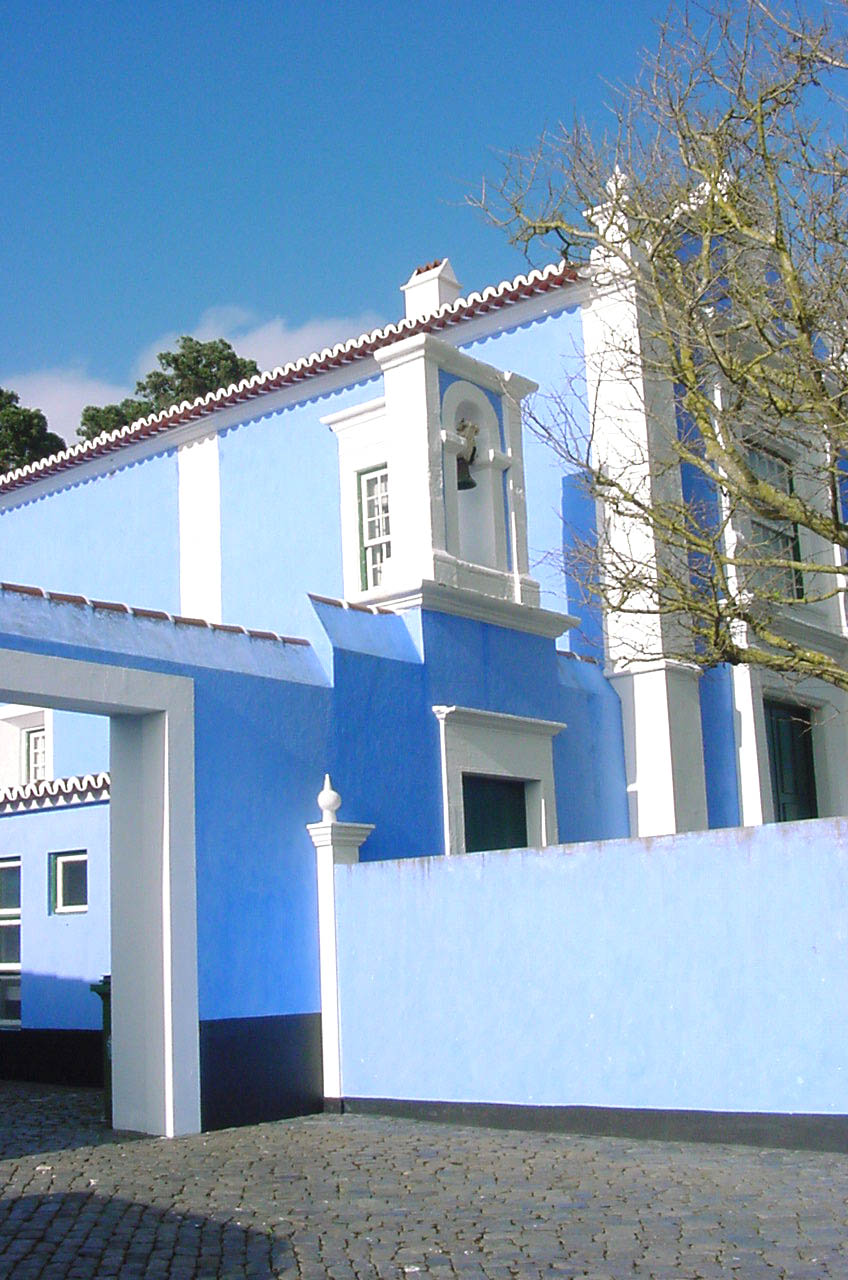
Ermida de Nossa Senhora da Madre de Deus, aspectos

A Ermida de Nossa Senhora da Madre de Deus encontra-se anexa ao Solar da Madre de Deus, localiza-se na freguesia de Santa Luzia, concelho de Angra do Heroísmo, ilha Terceira, Açores.

## Descrição
Esta capela cuja data de construção inicial recua a 1727, apesar de após esta data ter sido sujeita importantes obras de restauro e manutenção, principalmente as consequentes do restauro do terramoto de 1 de Janeiro de 1980, apresenta uma planta rectangular composta somente por uma nave e por uma só capela-mor.
Relativamente à volumetria, esta apresenta-se indistinta, sendo no entanto marcada por uma teia de balaústres. As paredes de cantaria são rebocadas e pintadas a cor branca. O pavimento actual (2012) apresenta-se feito em madeira.
O Coro-alto também feito em madeira tema forma de um U, e comunica directamente com a sala principal do andar nobre do solar, como frequentemente acontecia nos solares nobres antigamente, dado que permitia aos donos do solar assistir à missa passando de sua casa directamente à capela.
O sub-coro tem um portal ladeado, por uma pia de água benta, sendo esta exteriormente gomeada. No lado do Evangelho a capela apresenta o púlpito dotado por uma bacia em cantaria sobre mísula e com guarda em balaustrada de talha.
Sobre supedâneo e com três degraus, encontra-se o retábulo-mor, este em planta côncava e com um eixo. No lado da Epístola, abre-se porta de verga reta e superiormente tribuna rectilínea com guarda em ferro.

## História
Esta capela tem uma construção que data de 1727 e é dedicada à invocação de Nossa Senhora da Madre de Deus. A construção deveu-se a iniciativa de Vital de Bettencourt de Vasconcelos, bisneto este daquele que foi capitão-mor da então cidade de Angra, actual cidade de Angra do Heroísmo, João de Bettencourt.
O Alvará com a autorização para a pratica do culto religioso data de 15 de Junho de 1728, e foi passado pelo bispo de Angra, D. Manuel Alvares da Costa, visto ter "os paramentos necessários, campanário e porta para a rua”v
Esta capela é acessível chegando ao Palácio da Madre de Deus pela Rua da Boavista ou pela Rua da Madre de Deus, na freguesia de Santa Luzia.